# Nediljko Labrović
Nediljko Labrović (Spalato, 10 ottobre 1999) è un calciatore croato, portiere dell'Augusta e della nazionale croata.

## Carriera

### Club
Il 9 giugno 2021, firmando un contratto quadriennale, si a accasa al Rijeka in sostituzione dell'uscente Ivan Nevistić.
Il 17 luglio fa il suo debutto con i Riječki bijeli disputando da titolare la prima di campionato vinta 2-0 in trasferta contro il HNK Gorica. Cinque giorni dopo fa il suo debutto in una competizione UEFA, difende i pali dei fiumani nella partita di andata del secondo turno di Conference League vinta 2-0 contro il Gżira Utd.
L'11 agosto 2024 viene acquistato dall'Augusta.

### Nazionale
Il 14 febbraio 2018 esordisce con la nazionale U-20 disputando dal primo all'ultimo minuto l'amichevole vinta per 3-1 contro i pari età della Bielorussia.
Il 16 maggio 2022 riceve la sua prima convocazione in nazionale maggiore, con cui ha esordito il 26 marzo 2024 nell'amichevole vinta 2-4 in casa dell'Egitto.

## Statistiche

### Cronologia presenze e reti in nazionale
| Cronologia completa delle presenze e delle reti in nazionale ― Croazia | Cronologia completa delle presenze e delle reti in nazionale ― Croazia | Cronologia completa delle presenze e delle reti in nazionale ― Croazia | Cronologia completa delle presenze e delle reti in nazionale ― Croazia | Cronologia completa delle presenze e delle reti in nazionale ― Croazia | Cronologia completa delle presenze e delle reti in nazionale ― Croazia | Cronologia completa delle presenze e delle reti in nazionale ― Croazia | Cronologia completa delle presenze e delle reti in nazionale ― Croazia |
| Data                                                                   | Città                                                                  | In casa                                                                | Risultato                                                              | Ospiti                                                                 | Competizione                                                           | Reti                                                                   | Note                                                                   |
| ---------------------------------------------------------------------- | ---------------------------------------------------------------------- | ---------------------------------------------------------------------- | ---------------------------------------------------------------------- | ---------------------------------------------------------------------- | ---------------------------------------------------------------------- | ---------------------------------------------------------------------- | ---------------------------------------------------------------------- |
| 26-3-2024                                                              | Il Cairo                                                               | Egitto                                                                 | 2 – 4                                                                  | Croazia                                                                | Amichevole                                                             | -1                                                                     | 46’                                                                    |
| 15-10-2024                                                             | Varsavia                                                               | Polonia                                                                | 3 – 3                                                                  | Croazia                                                                | UEFA Nations League 2024-2025 - 1º turno                               | -                                                                      | 81’                                                                    |
| Totale                                                                 |                                                                        | Presenze                                                               | 2                                                                      |                                                                        | Reti                                                                   | -1                                                                     |                                                                        |

| Cronologia completa delle presenze e delle reti in nazionale ― Croazia under 20 | Cronologia completa delle presenze e delle reti in nazionale ― Croazia under 20 | Cronologia completa delle presenze e delle reti in nazionale ― Croazia under 20 | Cronologia completa delle presenze e delle reti in nazionale ― Croazia under 20 | Cronologia completa delle presenze e delle reti in nazionale ― Croazia under 20 | Cronologia completa delle presenze e delle reti in nazionale ― Croazia under 20 | Cronologia completa delle presenze e delle reti in nazionale ― Croazia under 20 | Cronologia completa delle presenze e delle reti in nazionale ― Croazia under 20 |
| Data                                                                            | Città                                                                           | In casa                                                                         | Risultato                                                                       | Ospiti                                                                          | Competizione                                                                    | Reti                                                                            | Note                                                                            |
| ------------------------------------------------------------------------------- | ------------------------------------------------------------------------------- | ------------------------------------------------------------------------------- | ------------------------------------------------------------------------------- | ------------------------------------------------------------------------------- | ------------------------------------------------------------------------------- | ------------------------------------------------------------------------------- | ------------------------------------------------------------------------------- |
| 14-11-2018                                                                      | Zagabria                                                                        | Croazia under 20                                                                | 3 – 1                                                                           | Bielorussia under 20                                                            | Amichevole                                                                      | -1                                                                              |                                                                                 |
| 6-9-2019                                                                        | Zagabria                                                                        | Croazia under 20                                                                | 1 – 1                                                                           | Francia under 20                                                                | Amichevole                                                                      | -                                                                               | 46’                                                                             |
| Totale                                                                          |                                                                                 | Presenze                                                                        | 2                                                                               |                                                                                 | Reti                                                                            | -1                                                                              |                                                                                 |

## Palmarès

### Competizioni nazionali
- Druga hrvatska nogometna liga: 1

Sebenico: 2019-2020